# Grijsgroene struiksluiper
De grijsgroene struiksluiper (Aethomyias arfakianus) is een zangvogel uit de familie Acanthizidae (Australische zangers). Het is een endemische vogel van Nieuw-Guinea.

## Verspreiding en leefgebied
Deze soort komt voor in de bergen van Nieuw-Guinea.

## Status
De grootte van de populatie is niet gekwantificeerd maar de soort wordt omschreven als plaatselijk vrij algemeen. Op de Rode lijst van de IUCN heeft deze soort de status niet bedreigd.